# Репанбитип
Репанбитип — австронезийский язык и один из внутреннемалекулярных языков, на котором говорят на острове Малекула в Вануату. Язык под угрозой исчезновения, потому что находился под давлением родственных языков соседних стран и языка бислама и на нём говорили более чем 60 % детей.